# GP La Marseillaise 2016
De 37e editie van de wielerwedstrijd GP La Marseillaise werd gehouden op 31 januari 2016. De renners reden 152,2 kilometer in en rond de stad Marseille. De wedstrijd maakte deel uit van de UCI Europe Tour 2016, in de categorie 1.1. Deze editie werd gewonnen door de Belg Dries Devenyns, die Pim Ligthart opvolgt op de erelijst.

## Deelnemende ploegen
| WorldTour        | ProContinentaal              | Continentaal                          |
| ---------------- | ---------------------------- | ------------------------------------- |
| AG2R La Mondiale | Cofidis                      | Armée de Terre                        |
| FDJ              | Delko Marseille Provence KTM | HP BTP-Auber 93                       |
| IAM Cycling      | Direct Énergie               | Roubaix Métropole Européenne de Lille |
| Lotto Soudal     | Fortuneo-Vital Concept       | An Post-Chain Reaction                |
|                  | Caja Rural-Seguros RGA       | Veranclassic-Ago                      |
|                  | Topsport Vlaanderen-Baloise  | Vérandas Willems                      |
|                  | Wanty-Groupe Gobert          | Wallonie Bruxelles-Group Protect      |

## Uitslag
| GP La Marseillaise 2016 |                     |                                       |          |
| Plaats                  | Naam                | Ploeg                                 | Tijd     |
| Winnaar                 | Dries Devenyns      | IAM Cycling                           | 3u31'43" |
| 2                       | Thibaut Pinot       | FDJ                                   | z.t.     |
| 3                       | Baptiste Planckaert | Wallonie Bruxelles-Group Protect      | + 42"    |
| 4                       | Dimitri Claeys      | Wanty-Groupe Gobert                   | z.t.     |
| 5                       | Ryan Anderson       | Direct Énergie                        | z.t.     |
| 6                       | Carlos Barbero      | Caja Rural-Seguros RGA                | z.t.     |
| 7                       | Arthur Vichot       | FDJ                                   | z.t.     |
| 8                       | Tony Gallopin       | Lotto Soudal                          | z.t.     |
| 9                       | Gaëtan Bille        | Wanty-Groupe Gobert                   | z.t.     |
| 10                      | Jérôme Baugnies     | Wanty-Groupe Gobert                   | z.t.     |
| 11                      | Jimmy Turgis        | Roubaix Métropole Européenne de Lille | z.t.     |
| 12                      | Delio Fernández     | Delko Marseille Provence KTM          | z.t.     |
| 13                      | Hugo Houle          | AG2R La Mondiale                      | z.t.     |
| 14                      | Sylvain Chavanel    | Direct Énergie                        | z.t.     |
| 15                      | Thomas Sprengers    | Topsport Vlaanderen-Baloise           | z.t.     |
| 16                      | Jonathan Fumeaux    | IAM Cycling                           | z.t.     |
| 17                      | Kévin Lebreton      | Armée de Terre                        | z.t.     |
| 18                      | Lilian Calmejane    | Direct Énergie                        | z.t.     |
| 19                      | Anthony Turgis      | Cofidis                               | z.t.     |
| 20                      | Sander Armée        | Lotto Soudal                          | z.t.     |
|                         |                     |                                       |          |
| 105                     | Jasper Bovenhuis    | An Post-Chain Reaction                | + 14'49" |

1980 · 1981 · 1982 · 1983 · 1984 · 1985 · 1986 · 1987 · 1988 · 1989 · 1990 · 1991 · 1992 · 1993 · 1994 · 1995 · 1996 · 1997 · 1998 · 1999 · 2000 · 2001 · 2002 · 2003 · 2004 · 2005 · 2006 · 2007 · 2008 · 2009 · 2010 · 2011 · 2012 · 2013 · 2014 · 2015 · 2016 · 2017 · 2018 · 2019 · 2020 · 2021 · 2022 · 2023 · 2024 · 2025
Etappewedstrijden

 Ster van Bessèges · 
 Ronde van Valencia · 
 La Méditerranéenne · 
 Ronde van de Algarve · 
 Ruta del Sol · 
 Ronde van de Haut-Var · 
 Ronde van de Provence · 
 Driedaagse van West-Vlaanderen · 
 Internationale Wielerweek · 
 Internationaal Wegcriterium · 
 Driedaagse van De Panne-Koksijde · 
 Ronde van de Sarthe · 
 Ronde van Castilië en León · 
 Ronde van Trentino · 
 Ronde van Kroatië · 
 Ronde van Turkije · 
 Ronde van Yorkshire · 
 Ronde van Asturië · 
 Ronde van Azerbeidzjan · 
 Vierdaagse van Duinkerke · 
 Ronde van Madrid · 
 Ronde van Picardië · 
 Ronde van Cova da Beira · 
 Ronde van Noorwegen · 
 World Ports Classic · 
 Ronde van België · 
 Ronde van Estland · 
 Ronde van Luxemburg · 
 Boucles de la Mayenne · 
 Ster ZLM Toer · 
 Ronde van Slovenië · 
 Ronde van Oostenrijk · 
 Sibiu Cycling Tour · 
 Ronde van Rhône Alpes-Valromey · 
 Ronde van Wallonië · 
 Ronde van Denemarken · 
 Ronde van Portugal · 
 Ronde van Burgos · 
 Ronde van Gévaudan Languedoc-Roussillon · 
 Ronde van de Ain · 
 Ronde van Tsjechië · 
 Arctic Race of Norway · 
 Ronde van de Limousin · 
 Ronde van Poitou-Charentes · 
 Tour des Fjords · 
 Ronde van Groot-Brittannië · 
 Ronde van Toscane · 
 Eurométropole Tour
Eendaagse wedstrijden

 Trofeo Felanitx-Ses Salines-Campos-Porreres · 
 Trofeo Pollença-Port de Andratx · 
 Trofeo Serra de Tramuntana · 
 Trofeo Playa de Palma-Palma · 
 GP La Marseillaise · 
 Grote Prijs van de Etruskische Kust · 
 Ronde van Murcia · 
 Clásica de Almería · 
 Trofeo Laigueglia · 
 Omloop Het Nieuwsblad · 
 Classic Sud Ardèche · 
 GP Lugano · 
 Kuurne-Brussel-Kuurne · 
 La Drôme Classic · 
 Le Samyn · 
 Strade Bianche · 
 GP Industria & Artigianato · 
 Ronde van Drenthe · 
 Nokere Koerse · 
 GP Nobili Rubinetterie · 
 Handzame Classic · 
 Classic Loire-Atlantique · 
 Grote Prijs van Cholet-Pays de Loire · 
 Dwars door Vlaanderen · 
 Route Adélie de Vitré · 
 Grote Prijs Miguel Indurain · 
 Volta Limburg Classic · 
 Ronde van La Rioja · 
 Parijs-Camembert · 
 Scheldeprijs · 
 Klasika Primavera · 
 Brabantse Pijl · 
 GP Denain · 
 Ronde van de Finistère · 
 Ronde van de Apennijnen · 
 Tro-Bro Léon · 
 La Roue Tourangelle · 
 Rund um den Finanzplatz Eschborn-Frankfurt · 
 Velothon Wales · 
 Grote Prijs van de Somme · 
 Grote Prijs van Plumelec · 
 Boucles de l'Aulne  · 
 Velothon Berlin · 
 GP Kanton Aargau · 
 Ronde van Keulen · 
 Ronde van Limburg · 
 Velothon Copenhagen · 
 Halle-Ingooigem · 
 GP Cerami · 
 Velothon Stuttgart · 
 Prueba Villafranca de Ordizia · 
 Rad am Ring · 
 Circuito de Getxo · 
 RideLondon Classic · 
 Polynormande · 
 Dwars door het Hageland · 
 Arnhem-Veenendaal Classic · 
 GP Jef Scherens · 
 GP Stad Zottegem · 
 Druivenkoers Overijse · 
 Schaal Sels · 
 Brussels Cycling Classic · 
 GP Fourmies · 
 Velothon Stockholm · 
 Ronde van de Doubs · 
 GP van Wallonië · 
 Coppa Bernocchi · 
 Coppa Agostoni · 
 Kampioenschap van Vlaanderen · 
 Grote Prijs Impanis-Van Petegem · 
 Memorial Marco Pantani · 
 GP van Isbergues · 
 GP Industria & Commercio di Prato · 
 Coppa Sabatini · 
 Ronde van Emilia · 
 Duo Normand · 
 GP Beghelli · 
 Ronde van de Drie Valleien · 
 Milaan-Turijn · 
 Ronde van Piemonte · 
 Ronde van de Vendée · 
 Ronde van het Münsterland · 
 Binche-Chimay-Binche · 
 Parijs-Bourges · 
 Parijs-Tours · 
 Nationale Sluitingsprijs